# Meredith Ann Pierce
Meredith Ann Pierce, född 5 juli 1958 i Seattle i Washington, är en amerikansk författare inom genrerna fantasy och science fiction. 
Hon har bland annat skrivit en trilogi ungdomsböcker som börjar med Den fjortonde bruden. Serien gavs ut i fyra upplagor på 1980- och 90-talet på Bonniers och En bok för allas förlag.